# André Rives-Henrÿs
André Rives-Henrÿs, né le 24 janvier 1917 à Saint-Aubin-sur-Gaillon dans l'Eure et mort le 4 janvier 1990 à Paris, est un homme politique français.

## Patronyme et famille
André Gustave Rives, dit Rives-Henrÿs, est autorisé par un décret du 2 mai 1961 à relever le nom de sa grand-mère paternelle et à s'appeler Rives de Lavaÿsse. Il reste néanmoins connu sous le nom de Rives-Henrÿs, composé du patronyme de son père Jean Georges Rives et de celui de sa mère, Reine Henrys.
Sa sœur, Simone Rives, dite Rives-Henrÿs, est l'épouse de Jean-Jacques de Bresson, nommé directeur général de l'ORTF après mai 68.
Son grand-père paternel est l’architecte Gustave Rives, également directeur du Comité français des expositions de 1901 à 1910 et organisateur du Salon de l’automobile à ce titre, qui fait en 1907 l’acquisition du château de Jeufosse à Saint-Aubin-sur-Gaillon, devenu demeure familiale.

## Biographie
Résistant durant la Seconde Guerre mondiale, il entre très tôt au RPF, devient délégué régional dans le Sud-Ouest puis, en 1953, membre du conseil de direction du RPF. Collaborateur de Roger Frey et de Jacques Chaban-Delmas et chargé de mission dans plusieurs cabinets ministériels (Bernard Cornut-Gentille puis Jacques Soustelle), il se rend régulièrement, entre 1954 et 1958, en Nouvelle-Calédonie et en Polynésie française afin d'organiser un mouvement d'opposition aux leaders nationalistes que sont Maurice Lenormand et Pouvanaa Oopa et préparer ainsi le retour au pouvoir du général de Gaulle.
André Rives-Henrÿs est, le 25 novembre 1962, élu député de l'Union des démocrates pour la République dans la 29e circonscription de Paris. Battu par le communiste Paul Laurent en 1967, il est à nouveau élu le 30 juin 1968, avec pour suppléant Pierre Dupuis, lui aussi proche de Jacques Chaban-Delmas.
Compromis dans l'affaire de la Garantie foncière, société gérée par la Cofragim dont il était le président, Rives-Henrÿs doit démissionner de ses fonctions législatives en mai 1972. Il ne se représente pas aux élections de 1973 et il est finalement condamné, en 1974, à quatre mois de prison avec sursis et 6 000 francs d'amende, pour usage irrégulier de son titre de député à des fins publicitaires.
André Rives-Henrÿs avait épousé Christiane Lang, veuve du comte Alain de Foucher de Careil, fille de l'industriel Georges Lang (Les Fils d'Emanuel Lang) et de Denise Schwob d'Héricourt (comtesse de Castries).